# Средокрестная неделя
Средокре́стная неде́ля — четвёртая неделя Великого поста в народно-христианской традиции славян. В среду этой недели отмечается окончание половины Великого поста и у деревенской детворы был небольшой праздник, связанный с обходным обрядом, во время которого их одаривали крестообразным постным печеньем.

## Названия недели
рус. Середокре́стная, Крестопокло́нная, Солдохресная, Крестовая неделя, курск. Середеньё, костром. Половина говина, арханг. Перелом говенья, нижегор. Половинница, Переломная неделя, Водокрёсная неделя; бел. Тыдзень серадакрыжны, крыжапаклонны; укр. Хрестопоклонний, Середохресний тиждень, Середохрестя, Середопістя; полес. Крёстная неделя, Кросная неделя, Крестовая неделя, Крещатая неделя, Крыжовый тыждень, Перекрёстная (неделя), Поклонная (неделя), Середнёхрестная (неделя), Середопостная (неделя), Середохрестная неделя, С(е)редохрестный тыждень, Хрестевый тыждень, Хрестная неделя, Хрестный тыждень, Хрестовый тыждень, Хрестопоклонная неделя, Хрещатая неделя, Христова неделя;  пол. środkowy tydzień.

## Русские традиции

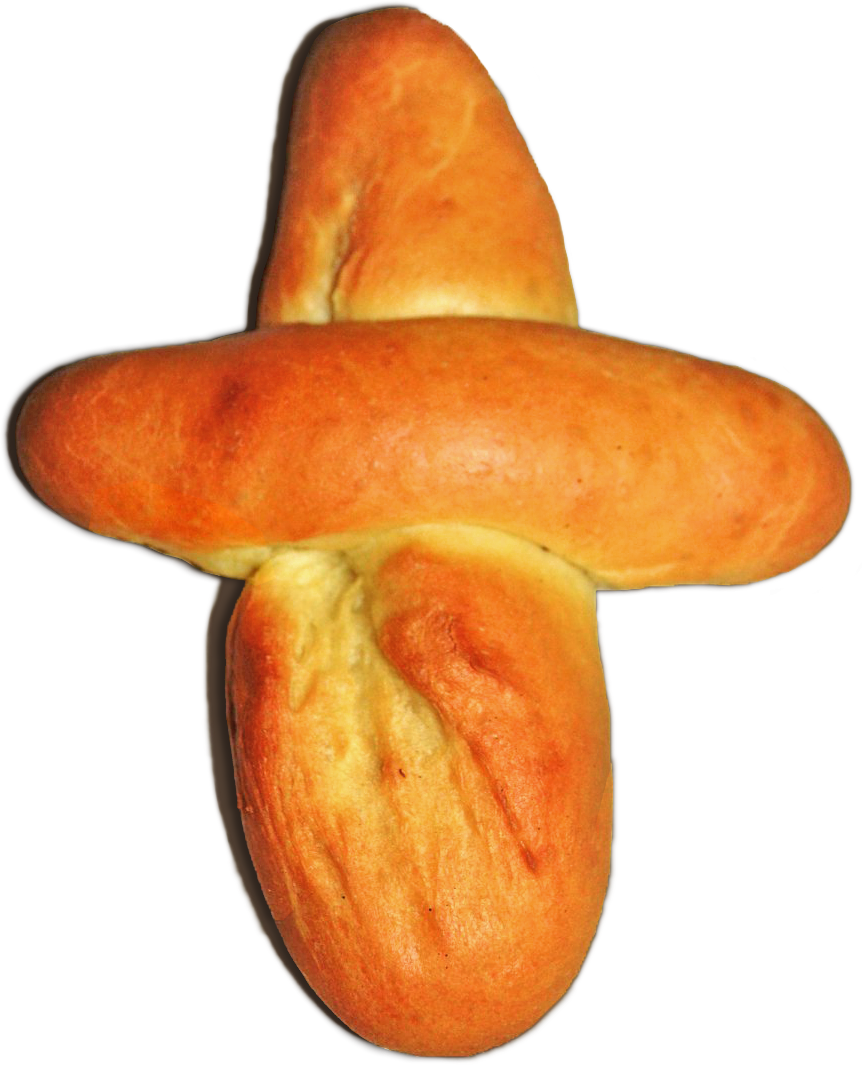
Печенье «Крест», которое пекли на Средокрестье. Белгородская область, 2019

В воскресенье на четвёртой неделе (седмице) Великого Поста в церкви совершается поклонение Честному и Животворящему Кресту Господню, поэтому в народе эту неделю называли «Крестовой», «Солдохресной», а среду — «средокрестьем». На ночь со среды на четверг приходится середина поста, что придало большое значение этому дню, получившему в народе также название «Средопостие», «Средокрестье». Рассказывали, что в эту ночь пост переламывается пополам и, если не спать, можно услышать в переднем углу происходящий от этого хруст.
К Средокрестной неделе пекли пироги в виде креста, которые так и называли — «кресты», а также в виде сельскохозяйственных орудий — сохи, плуга, бороны, косы. Часть «крестов» селяне хранили до весенних посевов — их клали в сеялку к посевным семенам.
В некоторых местах хозяйка в кресты что-либо запекала, и затем во время семейного застолья смотрели: кому с какой начинкой достанется пирог. Считалось, если доставался уголёк — к печали, хлебные зёрна — к доброму урожаю, лучина — к смерти, чаинка — к нечаянной жизни, кусочек кирпича — к плохому жилью, овсяное зёрнышко — к благополучию, монета — к богатству.
У русских и полещуков существовала традиция в «кресты» запекать монетку «на счастье». И тот, кому доставался такой крест, должен был первым начинать весеннюю пахоту или сев. Такое печенье хранили и брали с собой в первый выезд в поле или во время первого выгона скота. Считалось, что это печенье способствует будущему урожаю, охраняет при выгоне на пастбище скот и т. д.
В некоторых районах Рязанской губернии на этой неделе встречали весну. Девушки с блинами и пышками ходили на гумна «кликать лето». Часть пышек вешалась ими на колья, чтобы в гумне было много хлеба. В иных сёлах девушки надевали пышки на вилы, влезали на крыши сараев и оттуда зазывали лето.
Считалось, что если в понедельник окунуть пряжу в воду, то она станет белее и прочнее. На ночь со среды на четверг приходится середина поста, что придало большое значение этому дню, получившему в народе также название «Средопостие», «Средокрестье». Рассказывали, что в эту ночь пост переламывается пополам и, если не спать, можно услышать в переднем углу происходящий от этого хруст в переднем углу. Четверг этой недели также считался праздником и крестьяне старались не работать

## Средопостие (среда)
рус. Средопостие, Хрестци, Середопостье; полес. Крёстная середа, Кросная середа, Поклоны, Середница, Середопостье, Середохрестная середа, Среда, Средопост, Хрести, Хрестная середа, Хрестьё, Хрестцы, Хресты; пол. Śródpoście, Półpoście, Dzień garkotłuka, Dzień ważenia żuru.

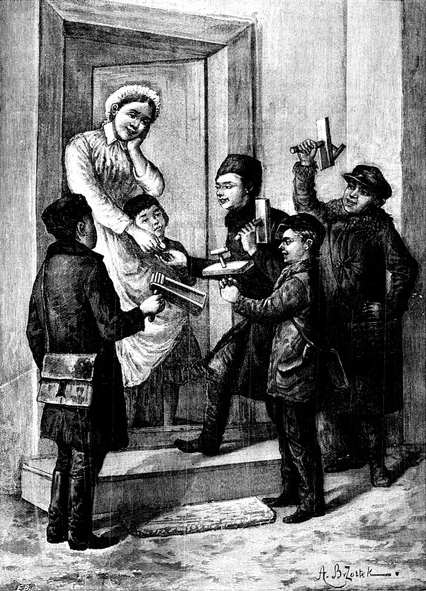
Средопостный обходной обряд в Польше (Półpoście)

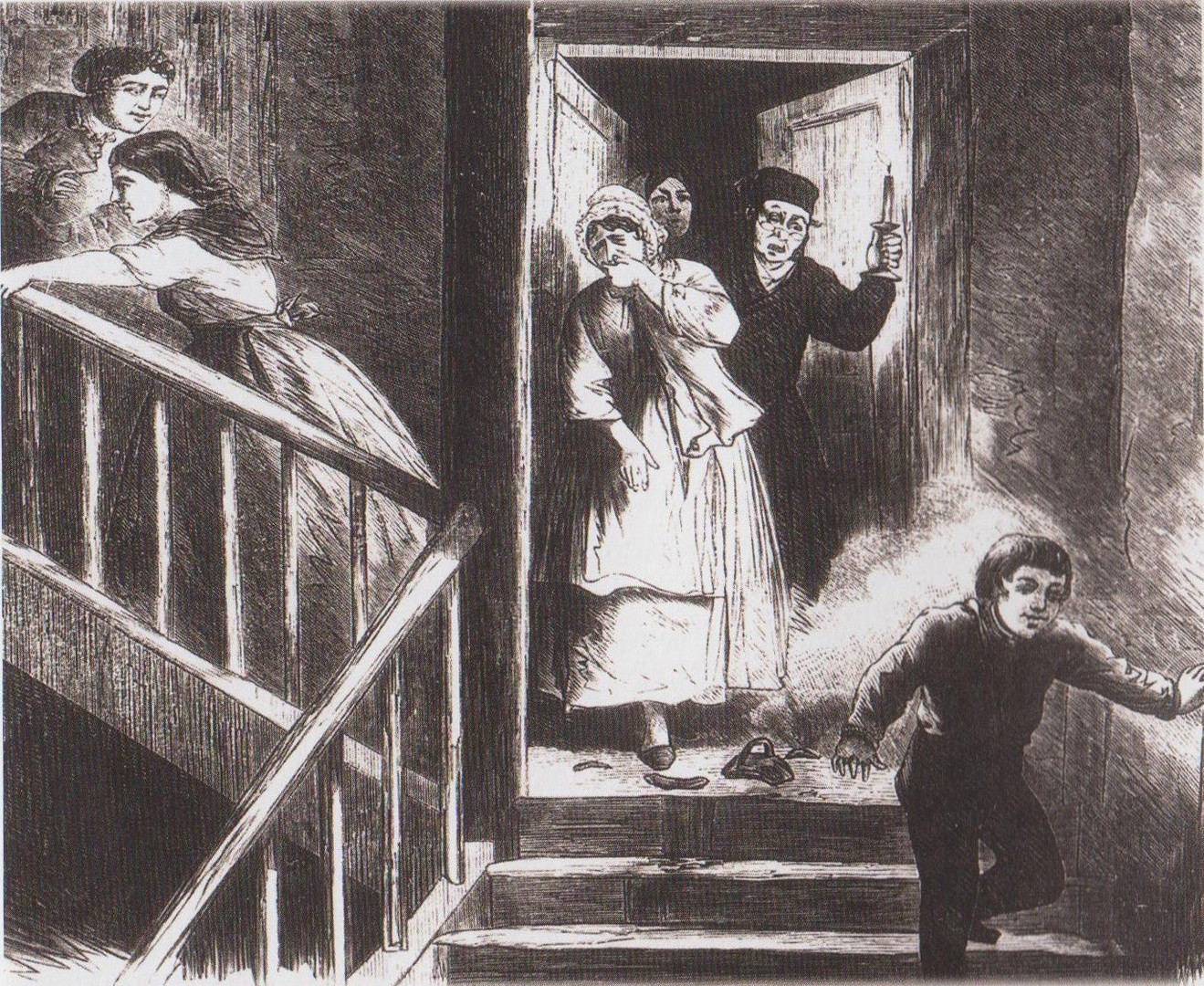
Разбивание горшка с пеплом в дверях дома, где живёт девушка на выданье. Польша

Преполовение Великого поста часто понималось как его символический перелом. Представление о переходном значении Средопостия нашло различное выражение в обрядах, магии и фольклоре восточных и западных славян.
На Руси говорили, что будто бы в среду на этой неделе переламывается пост в переднем углу. Нянюшки и бабушки, забавляя детей, садятся в передний угол, за стол, и стучат под лавкой. Этот стук, как уверяют они детей, будто происходит от ломанья поста. Говорили, что с этого дня щука разбивает хвостом лёд.
Нередко в среду детвора ходила по домам и выкрикивала или пела средокрестные песни, за что получала кресты и иные пироги:

Половина говенья переломилася,

А другая под овраг покатилася.

Подавайте «крест», подавайте другой,

Обмывайте водой
А в Нижегородской губернии пели:

Тётушка Анна,

Садись на окошко,

В осиново лукошко,

Чем хошь поливай,

Только крест подавай!

Кто не даст креста —

Упадёт изба!
Средокрестные песенки напоминают святочные колядки, как и сам обряд обхода дворов. Отличает то, что вместо пожеланий благополучия, здесь звучит оповещение, что прошла половина поста, и теперь он катится «ко Христову дню».
В восточных районах Рязанской области существовала традиция выпекать в среду ржаное печенье в форме птицы без крыльев («летки»).
В Польше по улицам ходили компании ребят, издавая шум трещотками и колотушками, что символизировало завершение половины Поста. В домах, где были девушки на выданье, о дверь или стену разбивались глиняные горшки, заполненные пеплом, с криком: «Половина поста!» (пол. Półpoście!). Эти шумные шествия напомнили верующим, что пришло время начать приготовления к празднику Пасхи.

## Поговорки и приметы
- Щука хвостом лёд разбивает[19].
- Половина говенья переломилася, под гору покатилася (костром.)[20].
- Крепка неделя середою, а пост — Средокрестною (неделей)[11].
- Долго постился, да на Средокрестной сбился[11].
- На Средокрестье снег, тепло — грибы и ягоды уродятся, дует холодный северный ветер — ничего не вырастет (вятск.)[11].
- Тетушка Ненила Говеньице ломила… (нижегор.)[4].